# امرال‌لی (بیات)
امرال‌لی (به ترکی استانبولی: İmrallı) یک منطقهٔ مسکونی در ترکیه است که در بیات (افیون قره‌حصار) واقع شده‌است.